# Johan Gustaf Lindman
Johan Gustaf Lindman, född 29 november 1790 i Sigtuna, död 19 februari 1833 i Stockholm, var en svensk skådespelare och operasångare.
Lindman antogs som sångelev för sin ovanligt höga och starka röst, men förstörde den på grund av oförsiktighet under målbrottet och fick övergå till talscenen. Eftersom det var brist på sångare sjöng han ändå en del lyriska roller som titelrollen i Gustaf Wasa. Han var aktiv vid Dramaten och Operan mellan 1812 och 1833.